# Kent Howerton
Kent Howerton   (Wichita, 11 de juliol de 1954) és un antic pilot professional de motocròs nord-americà que va competir als Campionats AMA de motocròs entre el 1973 i el 1988 i va obtenir-ne tres títols de campió. És recordat pels seus duels amb Bob Hannah a començaments de la dècada del 1980.
Howerton fou incorporat a l'AMA Motorcycle Hall of Fame l'any 2000.

## Biografia
Nascut a Wichita, Kansas, Howerton es va criar a San Antonio (Texas), on va començar a competir en motocròs. El 1973 va debutar al campionat AMA i el 1974 ja en va guanyar la seva primera cursa a la categoria de 250cc. De cara a la temporada de 1975, Husqvarna el va fitxar i va acabar la temporada ocupant el segon lloc de l'equip, darrere de Tony DiStefano. Howerton va guanyar el campionat AMA de 500cc el 1976 amb Husqvarna i el 1977 va integrar, al costat de Tony DiStefano, Steve Stackable i Gary Semics, l'equip dels Estats Units per al Motocross des Nations i el Trophée des Nations. L'equip va aconseguir sengles segons llocs a ambdós esdeveniments, celebrats respectivament a França i els Països Baixos, en un moment en què els pilots nord-americans encara eren tinguts per menys experimentats que els seus rivals europeus.
La temporada del 1978 va fitxar per Suzuki i, poc després, va guanyar dos campionats AMA de 250cc consecutius amb la marca japonesa (1980 i 1981), dues edicions consecutives del Gran Premi dels Estats Units de 250cc (1979-1980) i dues més de la Trans-USA els mateixos anys. Al moment de la seva retirada, Howerton era segon a la llista de guanyadors de curses del campionat AMA de motocròs de 250cc de tots els temps. Pel que fa al supercross, va ser-ne Subcampió AMA el 1980 amb 5 victòries.
Els anys 1994 i 1995, Kent va guanyar el campionat del món de motocròs per a veterans en la categoria de majors de 40 anys, una competició que se celebra anualment al circuit de Glen Helen (San Bernardino, Califòrnia).

## Palmarès

### Títols per any
| Any  | Equip     | Campionat                     | Classe |
| ---- | --------- | ----------------------------- | ------ |
| 1976 | Husqvarna | AMA Motocross                 | 500cc  |
|      |           |                               |        |
| 1979 | Suzuki    | Trans-USA                     | 500cc  |
| 1980 | Suzuki    | Trans-USA                     | 500cc  |
| 1980 | Suzuki    | AMA Motocross                 | 250cc  |
| 1981 | Suzuki    | AMA Motocross                 | 250cc  |
|      |           |                               |        |
| 1994 | ?         | Campionat del món de veterans | >40    |
| 1995 | ?         | Campionat del món de veterans | >40    |

### Resum
- 3 Campionats AMA de motocròs (1 x 500cc, 2 x 250cc)
- 2 Trans-USA
- 2 Campionats del món de motocròs per a veterans majors de 40